# Johann T’Serclaes von Tilly

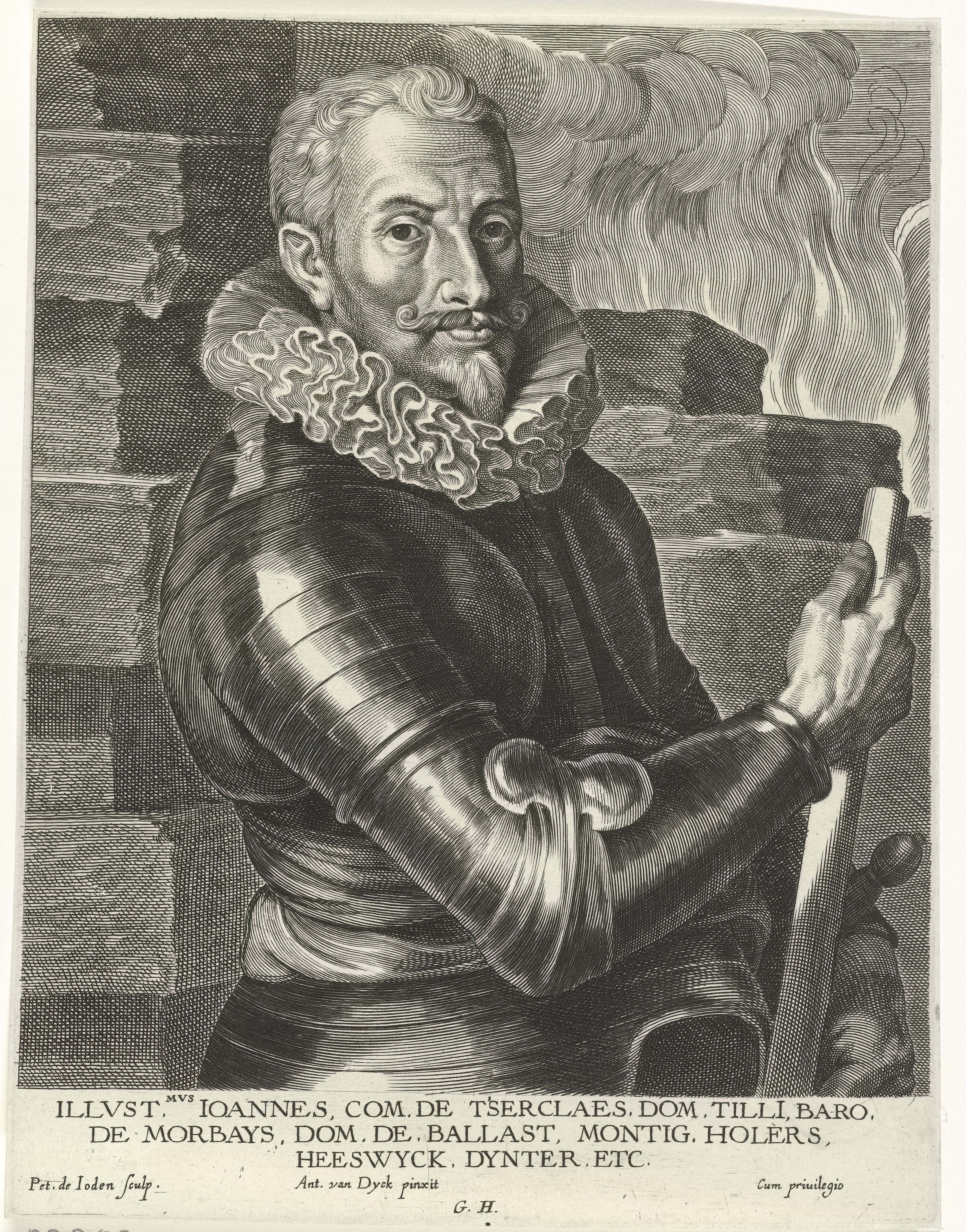
Johann T’Serclaes von Tilly, Stich von Pieter de Jode d. Ä. nach Anthonis van Dyck.
Tillys Unterschrift:

Johann T’Serclaes von Tilly (auch Johannes T’Serclaes von Tilly bzw. Jean T’Serclaes von Tilly, niederländisch Johan t’Serclaes van Tilly; * Februar 1559 auf Schloss Tilly im Herzogtum Brabant; † 30. April 1632 in Ingolstadt) war ein spanisch-niederländischer Feldherr und Graf, der während des Dreißigjährigen Kriegs als oberster Heerführer sowohl der Katholischen Liga als auch ab 1630 der kaiserlichen Armee fungierte. Seine letzte Ruhestätte befindet sich in der Stiftskirche Altötting in der Gruft unter der Tilly-Kapelle.

## Herkunft und Familie

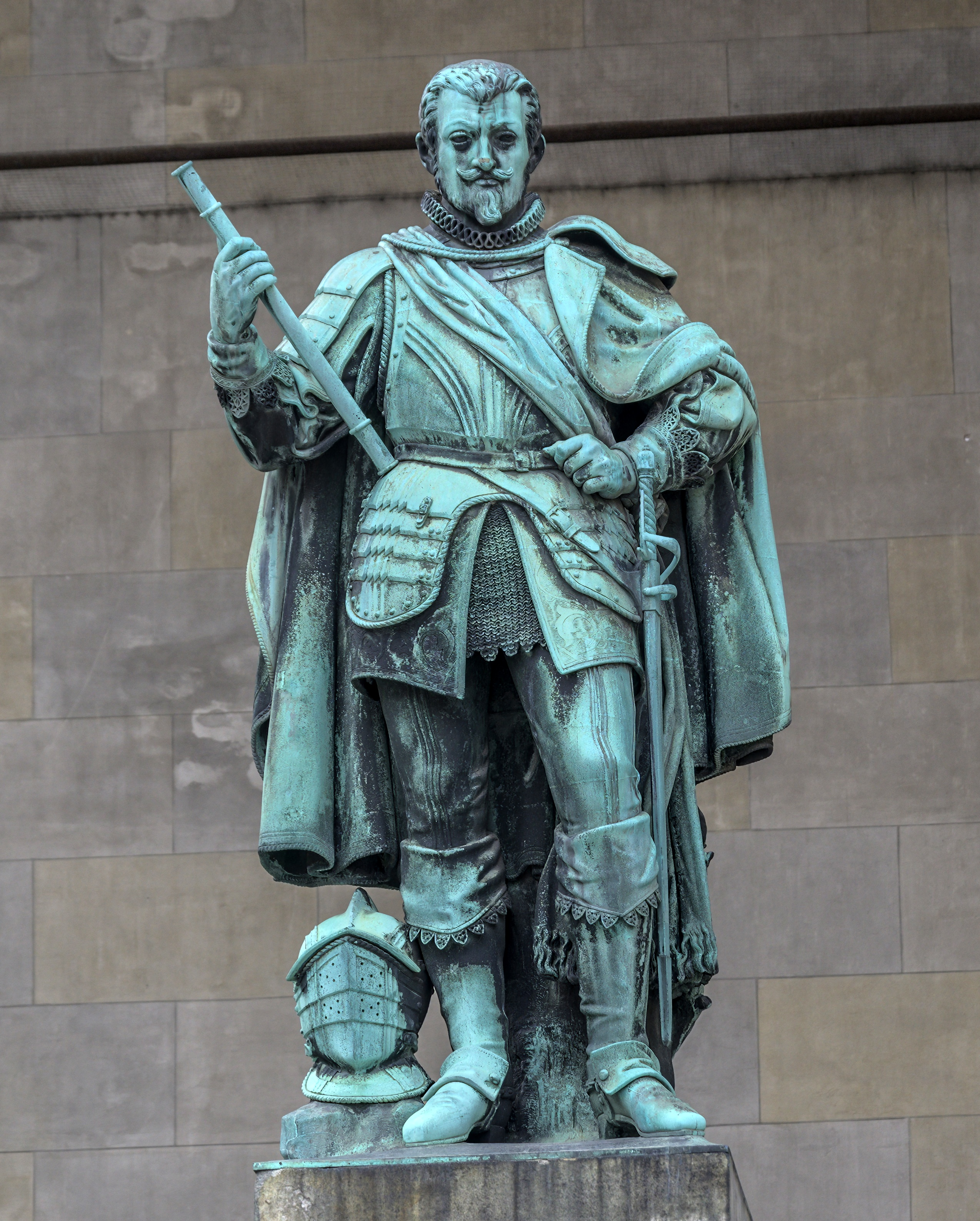
Bronzestandbild in der Feldherrnhalle zu München

Johann T’Serclaes Tilly wurde im Februar 1559 auf Schloss Tilly, Gemeinde Villers-la-Ville in Brabant, 30 km südöstlich von Brüssel im heutigen Belgien geboren, das seit 1522 Teil der Spanischen Niederlande war. Sein Vater war Martin T’Serclaes auf Montigny und Balatre († 1597), Seneschall der Grafschaft Namur, General und kaiserlicher Hofkriegsrat. Seine Mutter Dorothea von Schierstedt war Tochter Meinhards des Älteren von Schierstedt, eines königlich ungarischen Hofmarschalls, und der Dorothea von Gersdorff. Seine Eltern hatten am 12. Oktober 1552 in Görzke geheiratet.
Die Familie der T’Serclaes de Tilly war ein altes niederländisches Adelsgeschlecht vom Stammhaus Tilly im Herzogtum Brabant, das mit Johann dem Älteren T’Serclaes auf Tilly († 1473) eine ununterbrochene Stammreihe begann. Johanns Großvater väterlicherseits war Jakob T’Serclaes auf Montigny († 1555), Erb-Seneschall der Grafschaft Namur, Ehemann der Maria de Bossime (Bossimel) auf Balatre, Tochter des Sieur de Bossimel, eines Erb-Seneschalls der Grafschaft Namur und der Mabille de Crehen.
Johann hatte drei Geschwister: Margareta († 1634), in erster Ehe verbunden mit Jobst Heinrich von Witzleben, Vicomte d’Upigny; in zweiter Ehe mit Edmund Freiherr von Schwarzenberg auf Bierset. Eine weitere Schwester, Maria, starb 1642.
Sein älterer Bruder war Jakob T’Serclaes de Tilly (* Schloss Tilly, um 1555; † 1624), Erb-Seneschall der Grafschaft Namur, der mit Johann am 13. September 1622 in den Reichsgrafenstand erhoben wurde.
Jakob war verehelicht mit Dorothea Gräfin von Ostfriesland, Tochter von Barbara de Lalaing und Maximilian Graf von Ostfriesland, dessen Vater Graf Johann I. von Ostfriesland und dessen Mutter Dorothea eine Tochter Kaisers Maximilian I. war. Jakobs Sohn und Johanns jüngerer Neffe, Werner T’Serclaes Graf von Tilly zu Breitenegg (* um 1595; † 30. Januar 1651), erhielt nach dem Tod von Johann T’Serclaes von Tilly dessen Besitz in Bayern und das böhmische Inkolat. Werners Nachfahren starben 1724 mit Ferdinand Lorenz von Tilly in männlicher Linie aus. Letzte weibliche Nachfahrin war dessen Schwester Maria Anna Katharina, welche 1692 Anton Graf von Montfort (* 1635; † 1706) ehelichte und am 21. Juli 1744 auf Schloss Tilly in Breitenbrunn (Oberpfalz) starb.
Die Söhne des gleichnamigen älteren Neffen Johann T’Serclaes († 1669), Herrn von Montigny usw., Seneschall von Namur, waren der Generalfeldmarschall Albert Octave t’Serclaes de Tilly, der zum Fürsten ernannt wurde, und der Feldmarschallleutnant Claude Frédéric t’Serclaes van Tilly.

## Militärische Laufbahn
Nach seiner Ausbildung an einer Jesuitenschule wählte Tilly die Soldatenlaufbahn. Als gebürtiger Untertan der spanischen Krone trat er zunächst in deren Kriegsdienste, wo er unter Alessandro Farnese (1545–1592) das Kriegshandwerk erlernte. Später wechselte er unter die lothringische Fahne, 1598 zur kaiserlichen Armee. Er kämpfte 1600 als Oberstleutnant in Ungarn unter General Giorgio Basta gegen Aufständische und in den Türkenkriegen gegen die Osmanen; 1601 stieg er zum Generalfeldwachtmeister auf und wurde Obrist eines Wallonenregiments. 1604 erhielt er die Ernennung zum Feldzeugmeister, im Jahr darauf jene zum Feldmarschall. Unter Ernennung zum Generalleutnant übertrug ihm 1610 Herzog Maximilian I. von Bayern die Führung der ligistischen (d. h. zur katholischen Liga gehörenden) Heereskontingente sowie die Reorganisation des bayerischen Heerwesens.
Im November 1630 erhielt Tilly neben seinem Kommando als Heerführer der katholischen Liga die Ernennung zum Generalleutnant der kaiserlichen Truppen. Damit trat er die Nachfolge Wallensteins an, der im August als kaiserlicher Generaloberstfeldhauptmann abgesetzt worden war. Trotz der gesteigerten Machtfülle besaß Tilly jedoch nie die militärische Entscheidungsfreiheit eines Generalissimus, wie sie Wallenstein innegehabt hatte (und der sie nach Tillys Tod, 1632, erneut innehatte); Tilly blieb stets den Weisungen der Kriegsräte in Wien und München unterworfen.

## Im Dreißigjährigen Krieg

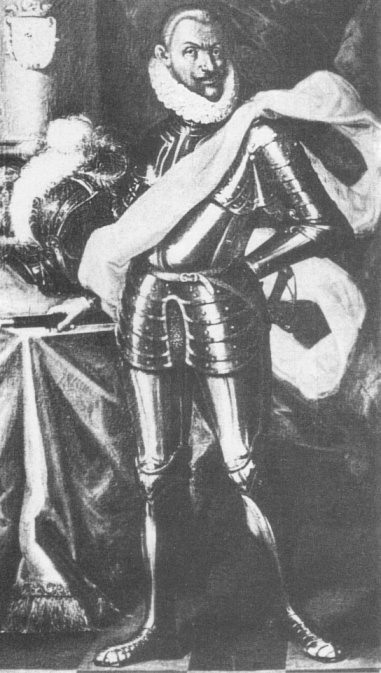
Tilly in zeitgenössischer Rüstung

### Oberster Heerführer der Katholischen Liga bis 1630
Beim Ausbruch des Dreißigjährigen Krieges (1618–1648) begann für Tilly eine steile Karriere als Feldherr der Katholischen Liga. Er kämpfte am 8. November 1620 in der Schlacht am Weißen Berg gemeinsam mit dem kaiserlichen Feldmarschall Charles Bonaventure de Longueval und unterwarf das westliche Böhmen mit der Eroberung von Pilsen im März 1621. Dann wandte er sich mit einem Söldnerheer gegen Graf Peter Ernst II. von Mansfeld, der die evangelischen Pfälzer Stammlande (zunächst die Oberpfalz) gegen den kaiserlich-bayerisch-katholischen Gegenschlag verteidigte. Nachdem Tilly im Sommer 1621 monatelang von Mansfeld bei Waidhaus im Oberpfälzer Wald aufgehalten worden war, folgte er seinem Gegner im Herbst 1621 in die Rheinpfalz nach. Am 27. April 1622 wurde Tilly in der Schlacht bei Mingolsheim von Peter Ernst II. von Mansfeld geschlagen, besiegte dann aber den Markgrafen Georg Friedrich von Baden-Durlach am 6. Mai in der Schlacht bei Wimpfen.
Am 20. Juni triumphierte er in der Schlacht bei Höchst über Herzog Christian von Braunschweig-Wolfenbüttel und eroberte Heidelberg, Mannheim und Frankenthal (Pfalz). Es folgte ein erneuter Sieg über den „tollen Halberstädter“ am 6. August 1623 in der Schlacht bei Stadtlohn. Daraufhin gab Bayerns Herrscher, Maximilian I. (seit Februar 1623 Kurfürst) dem bis dahin ohne Besitz gebliebenen Tilly am 2. Mai 1624 die Oberpfälzer Grundherrschaft über Breitenegg mit dem Markt Breitenbrunn als Lehen (ab 1635 Reichsgrafschaft Breitenegg).
Zunächst blieb Tilly mit seinem Heer in Niedersachsen, wo er die gewaltsame Restitution (Rekatholisierung) der evangelisch-lutherischen Bistümer und Klöster an die katholische Kirche und die Jesuiten ins Werk setzte und den niedersächsischen Reichskreis zum Kampf zwang. Er belagerte und eroberte in dieser Zeit mehrere Städte. Am 30. Maijul. / 9. Juni 1626greg. ergriffen Tillys hungernde Söldner plündernd und mordend von der Stadt Münden Besitz. Kurz darauf ließ er Göttingen belagern und beschießen, um Lösegeld zu erpressen. Harzer Bergleute zwang er, die Leine umzuleiten, und er versuchte, alle Wasserzufuhren zu sperren. Anfang August 1626 war die Belagerung erfolgreich abgeschlossen und Tilly konnte als Sieger einziehen.
Am 27. August 1626 schlug er das Heer des Dänenkönigs Christian IV. in der Schlacht bei Lutter am Barenberge. Nachdem schon 1627 der kaiserliche Feldherr Wallenstein die dänischen Festlandterritorien, Schleswig-Holstein und Jütland, besetzt hatte, zwangen Tilly und Wallenstein den Dänenkönig schließlich am 12. Maijul. / 22. Mai 1629greg. zum Abschluss des Friedens von Lübeck.

### Doppelkommando für Liga und Kaiser
Nach der Entlassung Wallensteins übernahm Tilly Ende 1630 eine Doppelrolle als ligistischer und kaiserlicher militärischer Oberbefehlshaber. Damit verbunden waren zum Teil widersprüchliche Befehle durch seine zwei Kriegsherren Maximilian von Bayern und Kaiser Ferdinand II., was Tillys Kriegsführung erschwerte. In einem Winterfeldzug gelang es ihm nicht, den in Pommern gelandeten Schwedenkönig Gustav II. Adolf zur Schlacht zu stellen. Im nächsten Frühjahr konzentrierte sich Tilly deshalb auf die Belagerung der Stadt Magdeburg, bisher einziger Verbündete der Schweden im Reich, um König Gustav II. Adolf zum Entsatz der Stadt zu zwingen. Dazu vereinigte er sich mit den Truppen von Gottfried Heinrich zu Pappenheim, die Magdeburg bereits seit mehreren Monaten eingeschlossen hatten.
Am 20. Mai 1631 eroberten Tillys und Pappenheims Truppen Magdeburg im Sturm. Ein Brand verwandelte die Stadt in einen Trümmerhaufen, was sie auch als Stützpunkt für Tilly unbrauchbar machte. Die Verwüstungen gingen so weit, dass Magdeburg als Sinnbild für Zerstörung und Grausamkeit mit dem Begriff „Magdeburgisieren“ in die Geschichte des Dreißigjährigen Krieges einging. Bei der Erstürmung Magdeburgs, den anschließenden Gewaltexzessen und Bränden verloren 20.000 Bürger ihr Leben. Nach der Katastrophe wurden von den einst 35.000 Einwohnern noch 449 gezählt. Dieses als Magdeburger Hochzeit bezeichnete Massaker gilt als das größte und schlimmste des Dreißigjährigen Krieges und bildete damit zugleich einen Wendepunkt in der Kriegsführung. Die Ereignisse lösten eine bis dahin nicht da gewesene Gewalteskalation im weiteren Kriegsverlauf aus.

### Misserfolge, Tod, Folgen
Tilly konnte sich an der Niederelbe gegen die Angriffe des Königs der Schweden nicht behaupten, fiel in das Kurfürstentum Sachsen ein und ließ Leipzig und Umgebung durch seine Söldner plündern und verwüsten. Hierdurch wurde der sächsische Kurfürst Johann Georg I. als Initiator des Leipziger Konvents zur Mobilmachung des neu aufgestellten sächsischen Heeres unter Arnim veranlasst und in das Bündnis mit dem Schwedenkönig Gustav Adolf getrieben. Gegen das vereinigte schwedisch-sächsische Heer erlitt Tilly am 17. September 1631 in der Schlacht bei Breitenfeld eine verheerende Niederlage, die den Verlust der gesamten Artillerie und den fast vollständigen Verlust seines Heeres zur Folge hatte. Die Niederlage leitete eine neue Phase des Krieges ein und wurde damit nicht nur zu einem Umbruch im Kampf der Konfessionen, sondern auch zu einem Umbruch im Verlauf des Krieges und im Lebenslauf von Tilly. Der bis dahin über viele Jahre erfolgreichste Feldherr des Krieges war mit dieser Niederlage zu einem der großen Verlierer in der Geschichte des Dreißigjährigen Krieges geworden.
Im Jahr 1631 erschienen an evangelische Christen gerichtete „Lieder“, worin angelehnt an Tillys Niederlage Beglückwünschungen an die Schweden bekundet wurden.

„Durch Tyllis Fall ist ganz verderbt

Das ganz Ligistisch Wesen

…

Wer wolt dann gleich stracks Sporenfleisch

Dem Schweden nicht zulauffen

Er ist der hocherhabne Held

Nach Gottes weisen Willen

…

Der diß Lied hat gedichtet?

Er ist der, so mit Wort und That

Sich gänzlich hat verpflichtet,

Schwedisch zu seyn, Und hasset dein

Falsch Spanisch Sinceriren.

Bitt Gott, daß bald Schwedisch Gewalt 

In Teutschland mög floriren. Amen!“

Tilly war gegen Ende der Schlacht bei Breitenfeld verwundet worden und konnte sich nach Halberstadt retten. Die Reste des von Pappenheim im zähen Rückzugskampf geretteten Heeres sammelten sich ebenfalls in Halberstadt, wo es Tilly gelang, weitere Verstärkungen an sich zu binden. Bereits Ende September 1631 war ein neues Heer mit 25.000 Mann einsatzbereit. Mit dem neuen Heer brach Tilly nach Bayern auf, das nach dem weiterhin erfolgreichen Vormarsch des schwedischen Heeres nach Süden bedroht war.

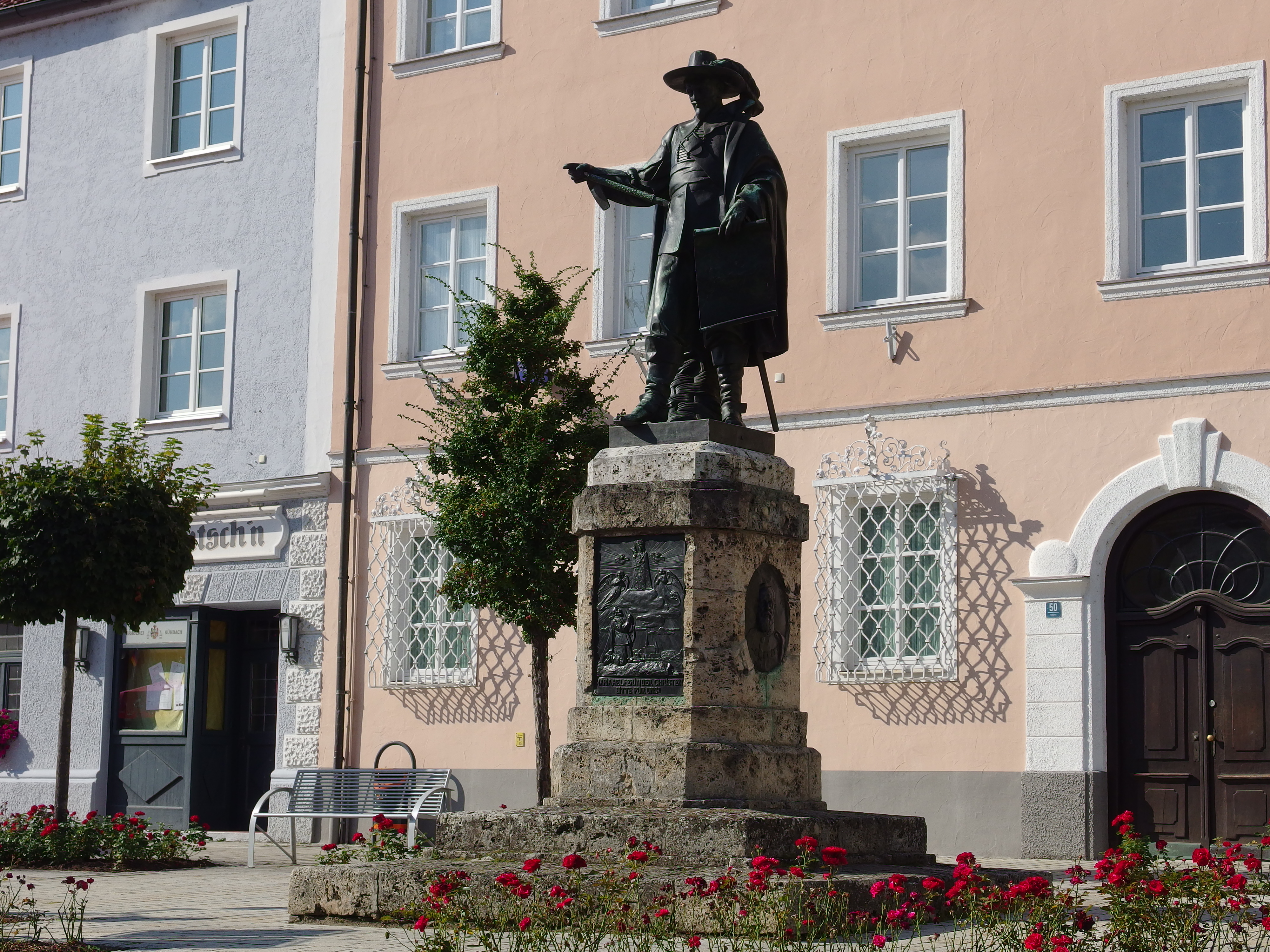
Tilly-Denkmal in der Hauptstraße von Rain

Am 9. März 1632 besiegte das neue Ligaheer unter seinem Befehl in der Schlacht bei Bamberg schwedische Einheiten unter dem Befehl des Feldherrn Gustaf Graf Horn. Am 15. April 1632 erfuhr das Liga-Heer in der Schlacht bei Rain am Lech erneut eine schwere Niederlage gegen Gustav Adolf beim Versuch, den Übergang des schwedischen Heeres über den Lech zu verhindern. Tilly wurde zu Beginn der Schlacht schwer verwundet und nach Ingolstadt gebracht. Dort starb er einige Tage später, angeblich mit dem Namen der Stadt Regensburg auf den Lippen, die er als das nächste Ziel der Schweden vermutete. Bevor der General starb, hatte er Nachricht von der erneuten Berufung Wallensteins zum Oberbefehlshaber des kaiserlichen Heeres bekommen. Er richtete noch ein Glückwunschschreiben an Wallenstein. Den alten Regimentern seines Ligaheeres hinterließ Tilly 60.000 Taler.

## Todesursache

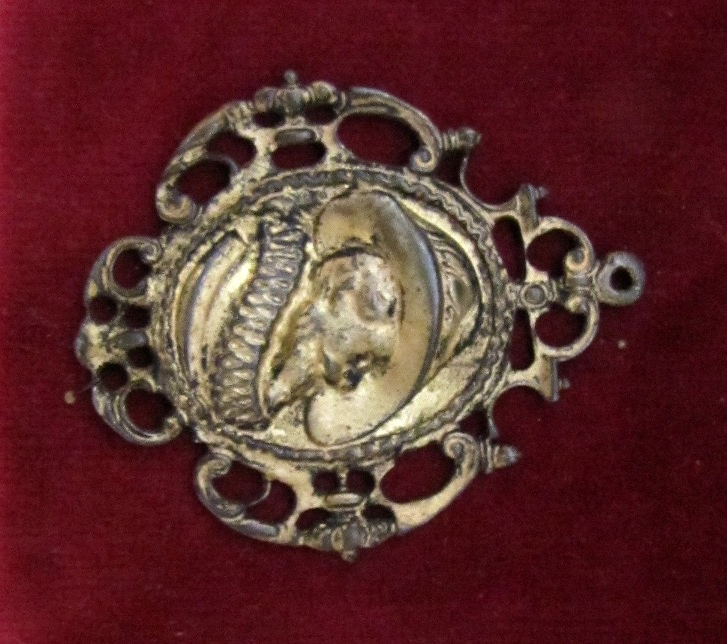
Medaille auf den Tod Tillys mit rückseitiger Aufschrift: „Der Kirche Schwert und Schild – Ingolstadt 1632“ (HGM)

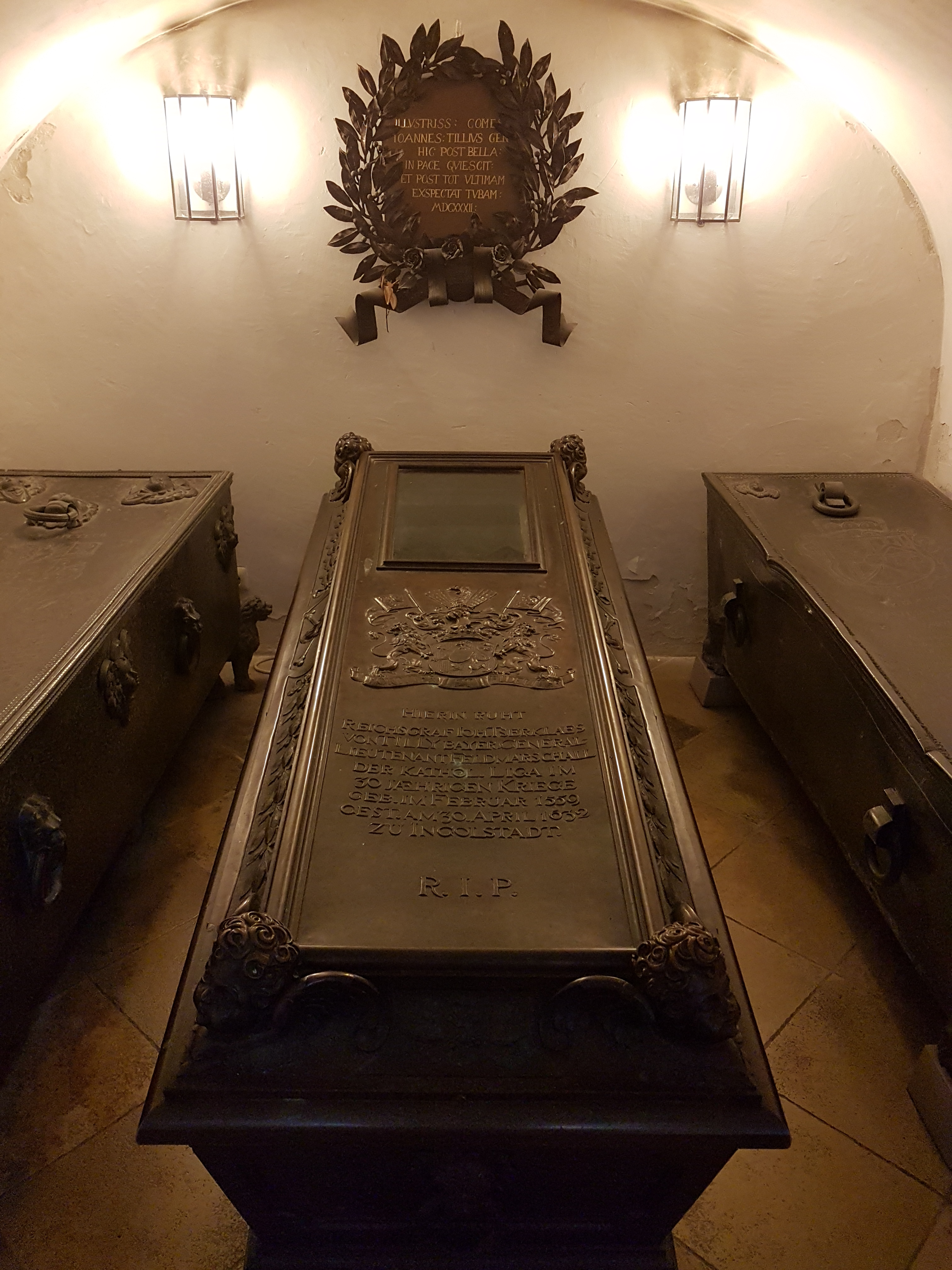
Sarkophag Tillys in der Tillygruft der Stiftskirche Altötting

Tilly war der rechte Oberschenkel durch eine etwa 90 Gramm schwere Kugel einer Arkebuse („Doppelhaken“) zerschmettert worden (und nicht durch einen Falken, also eine Falkon-Kanonenkugel, wie von einem zeitgenössischen Chronisten irrtümlich behauptet). Die Wunde heilte nicht und löste eine Knochenmarkentzündung (Osteomyelitis) aus. Tilly starb am 30. April 1632 in Ingolstadt im heute nach ihm benannten Tillyhaus. Sein Leichnam wurde zunächst in der Ingolstädter Jesuitenkirche bestattet. 1652 wurden die sterblichen Überreste nach Altötting überführt und liegen dort in einem gefensterten Sarg sichtbar in der Tilly-Gruft, die an den Kreuzgang der Stiftskirche in Altötting angebaut ist. Sein Herz wurde getrennt bestattet und befindet sich in der Gnadenkapelle in Altötting.

## Charakter
Tilly war von mittlerer Statur, hager und lebte in mönchischer Abgeschiedenheit. Er soll scharfe Gesichtszüge und große buschige graue Augenbrauen gehabt haben. Aufwand und äußere Ehrenbezeugungen soll er abgelehnt, in seiner Umgebung auf strenge Disziplin und Einhaltung der Hierarchie geachtet haben. Ob ihn das Leid der Mitmenschen während der Grausamkeiten und Besitzumschichtungen des Dreißigjährigen Krieges berührten, ist unbekannt.

## Bewertung
Sein Wirken ist in hohem Maße umstritten. Vor allem von evangelisch-lutherischer Seite werden ihm die von seinen Truppen begangenen schweren Kriegsverbrechen angelastet. Spätere katholische Schriftsteller haben versucht, ihn zu entlasten. Von dem Vorwurf, Tilly habe die Zerstörung Magdeburgs gewollt, entlastete ihn auch der katholische Autor Albert Heising. Der protestantische Historiker Karl Wittich kam nach jahrzehntelanger Quellenforschung zu dem Schluss, dass mit aller historisch erreichbaren Wahrscheinlichkeit Dietrich von Falkenberg der Organisator des Stadtbrandes war, der Tillys und Pappenheims Ziele durchkreuzte. Gleichwohl war Tilly als oberster Befehlshaber der Verantwortliche auf katholischer Seite für unzählige Massaker und Kriegsverbrechen, wie alle Befehlshaber jener Zeit auf allen Seiten.

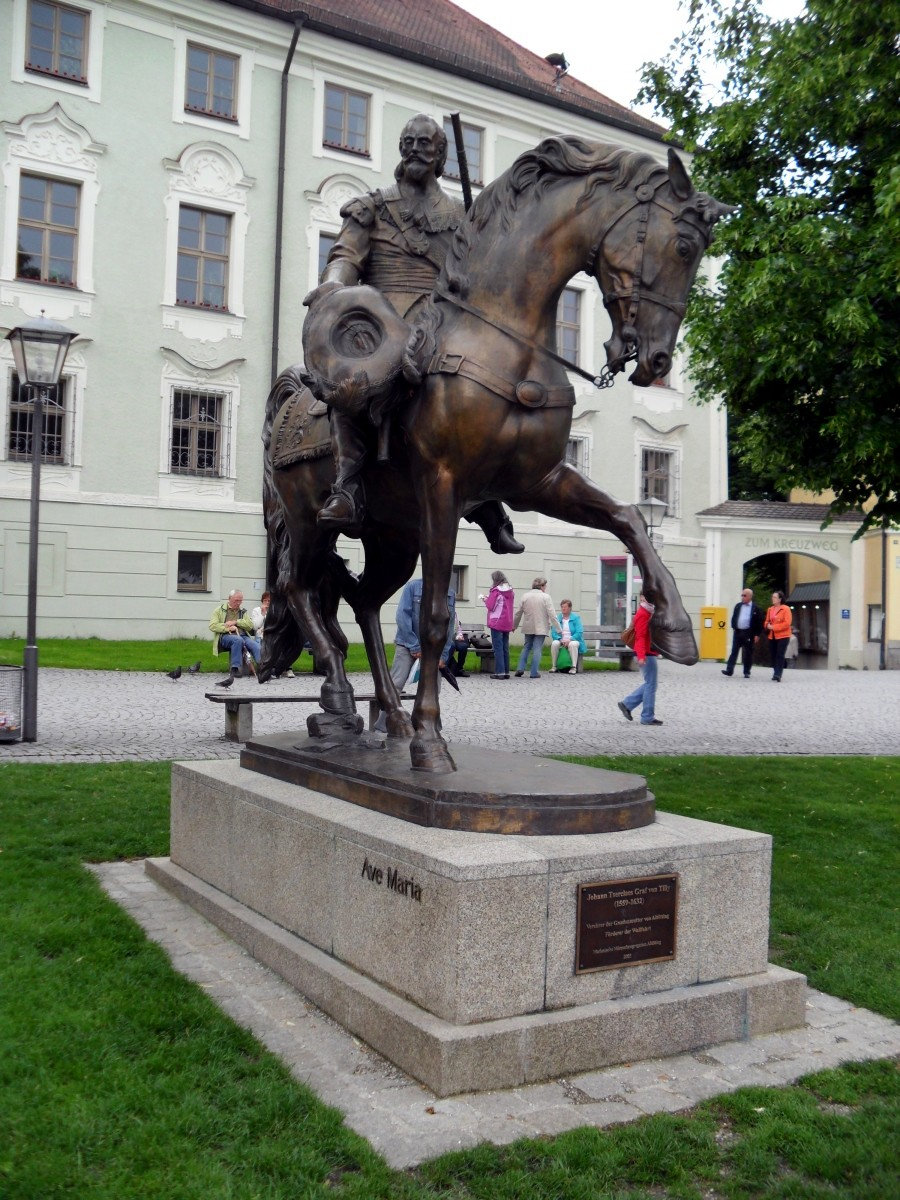
Reiterstandbild auf dem Kapellplatz in Altötting

Aufmerksamkeit erfuhr die Person Tilly im historischen Werk von Friedrich Schiller, dem es in seinem Werk Geschichte des Dreißigjährigen Krieges um die Hervorhebung des Menschen als Objekt der Geschichte ging. Dort heißt es zum Zustand von Tilly nach der katastrophal verlorenen Schlacht bei Breitenfeld im Rückblick auf Tillys erfolgreiche Zeit als siegreicher Feldherr in den ersten Kriegsjahren:

„Aber schrecklicher als Todesgefahr und Wunden war ihm der Schmerz, seinen Ruhm zu überleben, und an einem einzigen Tage die Arbeit eines ganzen langen Lebens zu verlieren. Nichts waren jetzt alle seine vergangenen Siege, da ihm der einzige entging, der jenen allen erst die Krone aufsetzen sollte. Nichts blieb ihm übrig von seinen glänzenden Kriegesthaten, als die Flüche der Menschheit, von denen sie begleitet waren. Von diesem Tage an gewann Tilly seine Heiterkeit nicht wieder, und das Glück kehrte nicht mehr zu ihm zurück.“

## Gedenken
Im Jahr 1843 wurde in der Feldherrnhalle zu München eine Tilly-Statue errichtet. Ein weiteres Denkmal steht seit 1914 auf dem Rathausplatz von Rain, der Stadt, in deren unmittelbarer Umgebung er seine tödliche Verwundung erlitt. Die mittlerweile aufgelöste Bundeswehrkaserne im Gemeindegebiet von Oberhausen bei Neuburg an der Donau (1959–1994; jetzt als zivile Siedlung „Kreut“ genutzt) führte den Namen Tilly-Kaserne. In Freistadt, Oberösterreich, gibt es nach wie vor eine Tilly-Kaserne, die eine Kompanie eines Panzerstabsbataillons beherbergt. Im Jahre 2005 wurde ein Reiterstandbild Tillys auf dem Kapellplatz in Altötting aufgestellt. Zu erwähnen sei noch der Ort Tillysburg mit Schloss Tillysburg nahe St. Florian in Oberösterreich. In Deutschland gibt es in der Oberpfalz einen kleinen Grenzübergang mit dem Namen Tillyschanze, dort kann man eine ehemalige Feldbefestigung besichtigen.
In der Berg- und Universitätsstadt Clausthal-Zellerfeld im Oberharz gibt es eine Straße mit dem Namen Tillyschanze. In der Harzstadt Seesen werden während des größten Historienfestes Norddeutschlands, dem Sehusa-Fest, jedes Jahr Schlachtszenen aus dem Dreißigjährigen Krieg und der Einzug von Tillys Truppen durch das Stadttor nachgestellt.
Bis zum Januar 2009 wurde in der Stiftskirche von Altötting täglich um sieben Uhr eine Messe für Tilly gelesen. Ein jeweils eigens dafür eingesetzter Geistlicher tat dies auf Bitten Tillys, der 1632 einen Betrag von 6.300 Gulden für dieses Benefizium gespendet hatte, damit die Messe „bis in alle Ewigkeit“ für sein Seelenheil gelesen werden sollte. Nach 380 Jahren wurde das Tilly-Benefizium vom Passauer Bischof Wilhelm Schraml abgeschafft, da das von Tilly gespendete Stiftungsvermögen trotz Zinserlösen längst aufgebraucht sei.
Die Bezeichnungen Tillyhügel und Tillysee für einen Hügel und See südlich Oldenburg gehen auf das einstige Heerlager Tillys dort zurück.
Östlich vor der Stadtmauer Neubrandenburgs ist die Tilly-Schanzen-Straße. Dort oder zumindest in der Nähe hatte Tilly im März 1631 seine Kanonen in Stellung bringen lassen, durch Schanzen gesichert. Von dort erfolgte das Bombardement gegen das Neue Tor und die nördlich angrenzenden Bereiche der Stadtmauer, das nach drei Tagen zum Erfolg führte.

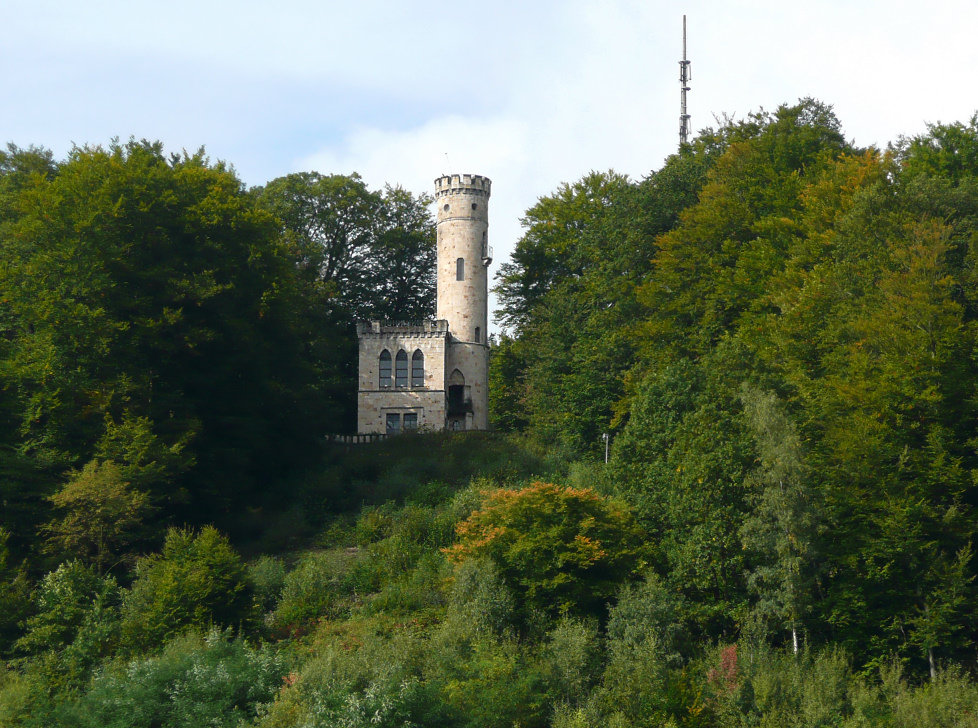
Blick von Hann. Münden hinauf zur Tillyschanze

In Hann. Münden in Niedersachsen gibt es eine Tillyschanze als Aussichtsturm von 1885. In einem kleinen Museumsanbau befindet sich ein Relief des Mündener Bildhauers Gustav Eberlein, das die Verteidigung der Stadt Münden im Dreißigjährigen Krieg zeigt. Eine Büste Tillys fand Aufstellung in der Ruhmeshalle in München.
Das Reduit Tilly, ursprünglich Tillyveste, ist ein Teil des klassizistischen Brückenkopfs der Landesfestung Ingolstadt und beherbergt heute die Abteilung Erster Weltkrieg des Bayerischen Armeemuseums. Auch eine benachbarte Tiefgarage trägt Tillys Namen.
Einmal jährlich findet in Breitenbrunn (Oberpfalz) ein Tillyfest statt. Seit 1989 gedenkt der Ort damit des Feldherrn, der die Herrschaft über Breitenbrunn für seine Verdienste von Kurfürst Maximilian I. (Bayern) erhielt. Dort starb am 21. April 1744 mit Maria Theresia Reichsgräfin von Tilly die letzte Namensträgerin des Geschlechts der T’Serclaes von Tilly.
Im Regensburger Stadtteil Kasernenviertel gibt es eine Tillystraße.
Im Staßfurter Salzlandtheater gibt es den 1550 erbauten „Tilly-Saal“. Im „Tilly-Saal“ verhinderte der Bürgermeister von Staßfurt am 25. Mai 1631, kurz nach der Zerstörung Magdeburgs durch Tillys Truppen, durch geschickte Verhandlungen mit Johann T’Serclaes von Tilly, dass auch seine Stadt der Zerstörung zum Opfer fiel.
Eine inzwischen umgestürzte und neu gepflanzte Eiche auf dem Hellberg bei Rüdershausen im Landkreis Göttingen wird ebenfalls mit einem Heerlager Tillys in Verbindung gebracht.
In Rothenburg ob der Tauber wird seit 1881 jedes Jahr zu Pfingsten das Historische Festspiel „Der Meistertrunk“ aufgeführt. In diesem wird die Einnahme der Stadt im Oktober 1631 durch Tilly und die wundersame Errettung der Stadt vor Plünderung und Brandschatzung geschildert.

## Museale Rezeption

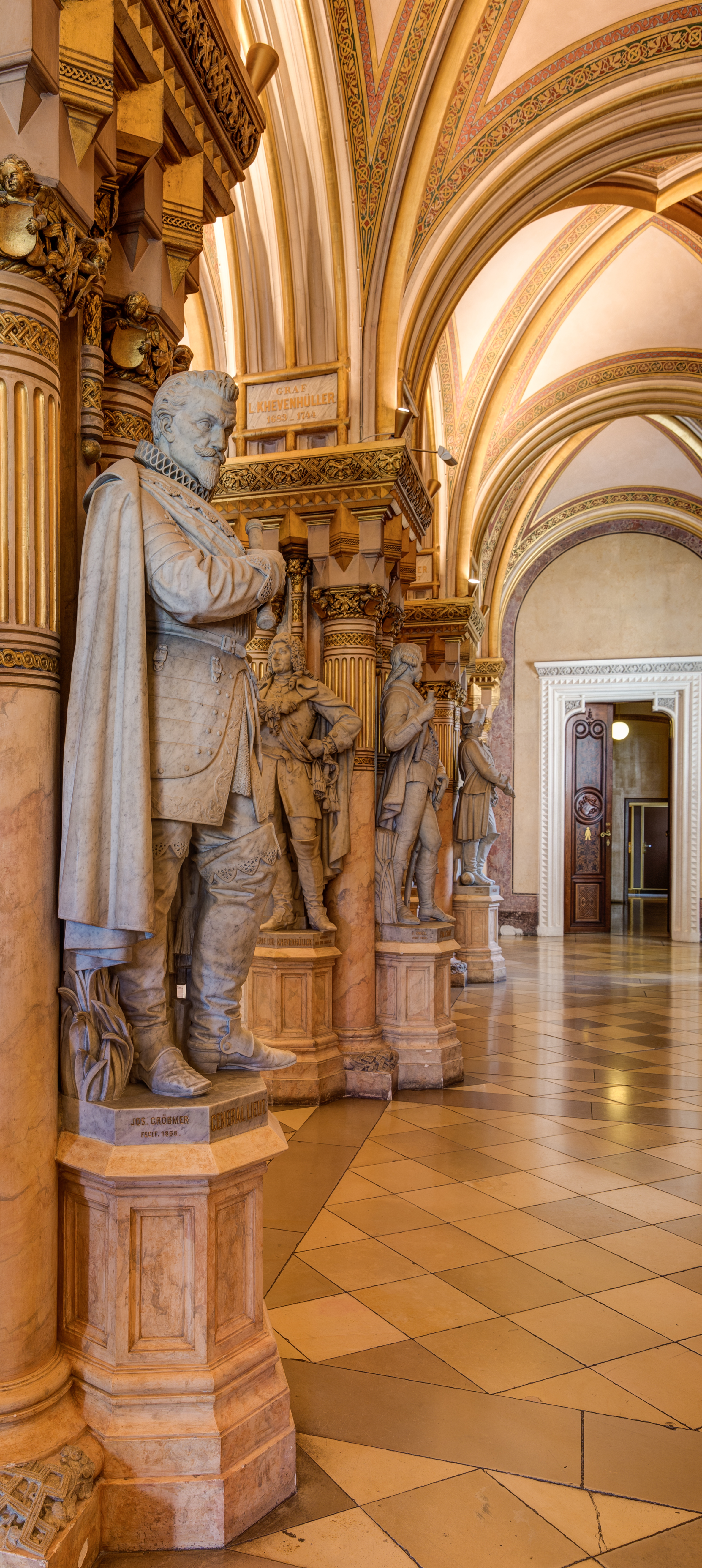
Graf Tilly in der Feldherrenhalle des Heeresgeschichtlichen Museum, Wien

Durch die kaiserliche Entschließung von Franz Joseph I. vom 28. Februar 1863 wurde Tilly in die Liste der „berühmtesten, zur immerwährenden Nacheiferung würdiger Kriegsfürsten und Feldherren Österreichs“ aufgenommen, zu deren Ehren und Andenken auch eine lebensgroße Statue in der Feldherrenhalle des damals neu errichteten k.k. Hofwaffenmuseums (heute: Heeresgeschichtliches Museum Wien) errichtet wurde. Die Statue wurde 1866 von dem Bildhauer Josef Gröbmer (1812–1882) aus Carrara-Marmor geschaffen, gewidmet wurde sie von Kaiser Franz Joseph selbst.
Im Heeresgeschichtlichen Museum wird weiters ein Schwert aufbewahrt, das dem Feldherrn Tilly zugeschrieben wird. Zudem ist eine Erinnerungsmedaille auf den Tod Tillys sowie ein Handschreiben des Feldherrn der Öffentlichkeit zugänglich.

## Wappen

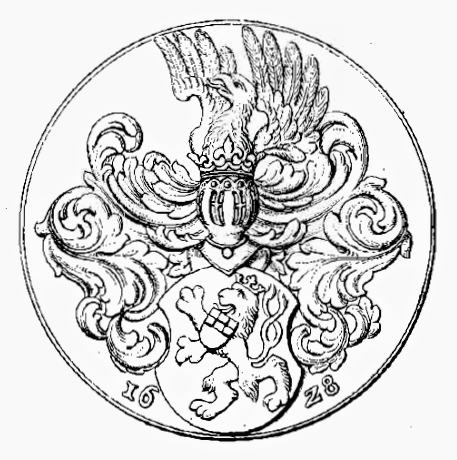
Stammwappen derer t’Serclaes von Tilly. Revers einer Medaille für Johann t’Serclaes von Tilly, 1628

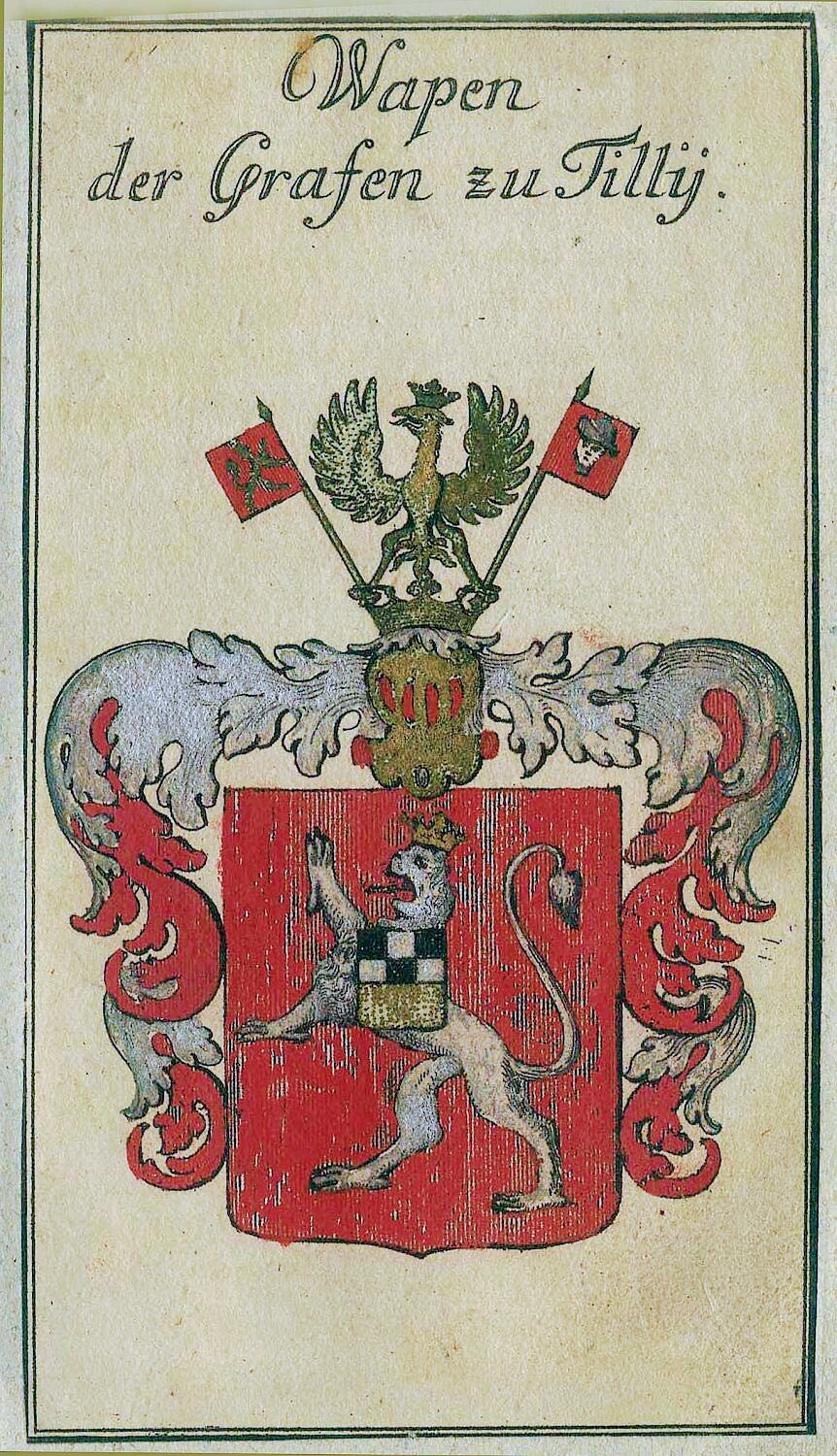
Wappen der Grafen Tilly, Kupferstich 1714

In Rot ein goldgekrönter silberner Löwe belegt mit einem geteilten Herzschild: oben in drei Reihen zu sechs Feldern von Silber und Schwarz geschachtet, unten Gold (Bygaerden). Auf dem gekrönten Helm mit rot-silbernen Decken Hals und Kopf eines goldbewehrten silbernen Adlers zwischen offenem rotem Adlerflug. Zu beiden Seiten des Kleinods je eine senkrecht gestellte nach auswärts abfliegende Fahne an goldenem Schaft, rechts das Heroldsschild des Herzschildes, links in Rot ein Türkenkopf im Profil, mit silbern und goldenen Federn besteckter Turban. Alternativ ein gekrönter goldener Adler zwischen zwei schräg auswärts gestellten roten Standarten: rechts bezeichnet mit dem silbernen Löwen, einwärts gekehrt, links bezeichnet mit dem Türkenkopf.